# Fultjärnen, Värmland
Fultjärnen är en sjö i Storfors kommun i Värmland och ingår i Göta älvs huvudavrinningsområde.